# Bortolo d'Alvise
Bortolo d'Alvise (fl. XVI secolo) è stato un vetraio italiano del XVI secolo.
Vetraio veneziano, grazie alle trattative con la Repubblica di Venezia condotte dal granduca Cosimo I de' Medici (1519-1574), fu chiamato a Firenze per produrre cristallo. Già nel settembre del 1569 Bortolo è documentato nel capoluogo toscano, dove si trattenne per circa quattordici anni introducendo nuove lavorazioni diventando uno dei maggiori vetrai veneziani stabilitisi a Firenze insieme a Jacomo e Alvise della Luna. Nell'inventario della sua bottega vengono ricordati "vetri de redeselo (a reticello), intagiadi, a giazo (a ghiaccio), un piatelo dorado e vasi a fileti con manighi".